# Winkl, Krems in Kärnten
Winkl je naselje v Občini Krems in Kärnten v Okraju Špital ob Dravi  na Koroškem v Avstriji.